# Tirumala septentrionis
Tirumala septentrionis, llamado tigre azul oscuro, es una mariposa danaina que se encuentra en el subcontinente indio y el sudeste asiático.

## Descripción
Se parece mucho a Tirumala limniace, Cramer; pero siempre se distingue lo suficiente como para reconocerlo fácilmente, incluso volando. Se diferencia de T. limniace en la parte superior en que el color de fondo es más oscuro y las marcas semihialinas son más estrechas, más distintas y de un tinte más azulado, en las alas anteriores, en el espacio intermedio , las dos rayas son más estrechas, nunca coalescentes, formando la superior una mancha desprendida ovalada; las estrías cortas sobre la vena nunca se truncan hacia el exterior, siempre son agudas. En las alas traseras, las dos rayas si la celda discoidal unida en la base están muy separadas en sus ápices, la inferior nunca forma un gancho. En la parte inferior, esta especie es generalmente más oscura, el ápice de las alas anteriores y todo el color de fondo de las alas posteriores no son del llamativo marrón dorado que tienen en T. limniace.

## Distribución
Los Himalayas desde Simla a Sikkim, hasta Assam, Birmania, Camboya y el Sudeste Asiático; Odisha; Bengala Occidental, el sur de la India, los Ghats Occidentales y Nilgiris; Sri Lanka.

## Hábitos
Esta especie es una de las especies predominantes (78%) durante la temporada migratoria en el sur de la India durante la cual migran muchas especies. Tanto los machos como las hembras parecen migrar en igual número.

## Ciclo de vida
La oruga es similar a la de T. limniace (véase Journal of the Bombay Natural History Society x, 1896, p. 240). MacKinnon y de Nicéville dicen que se alimenta de Vallaris dichotoma (Journal of the Bombay Natural History Society xi, 1807, p. 212). Otras especies incluyen especies de Cosmostigma racemosa, Heterostemma brownii y Cocculus.

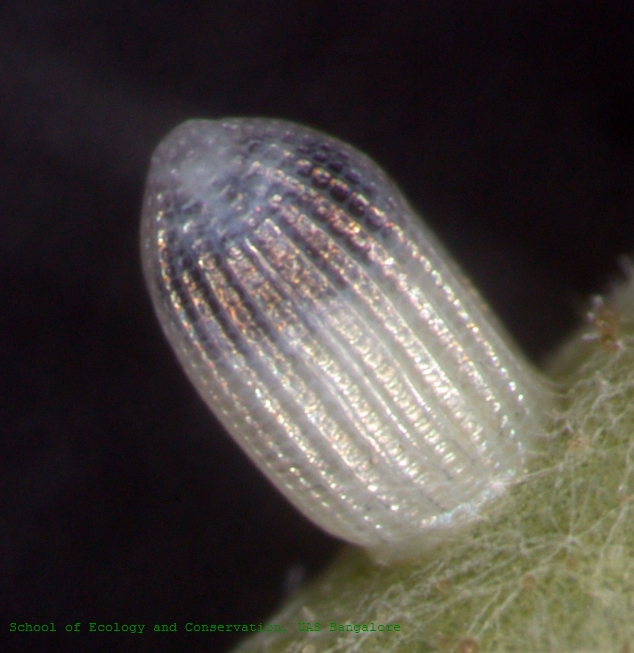
Huevo
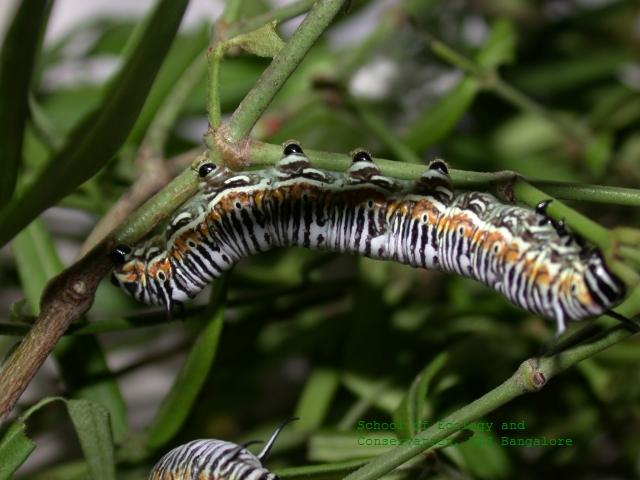
Oruga
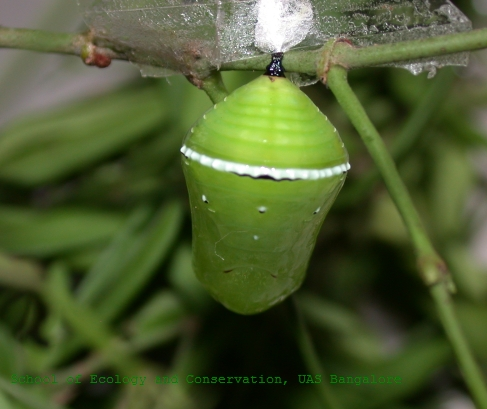
Pupa
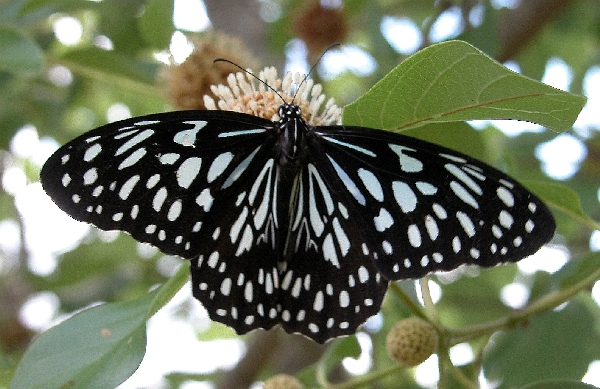
Adulto
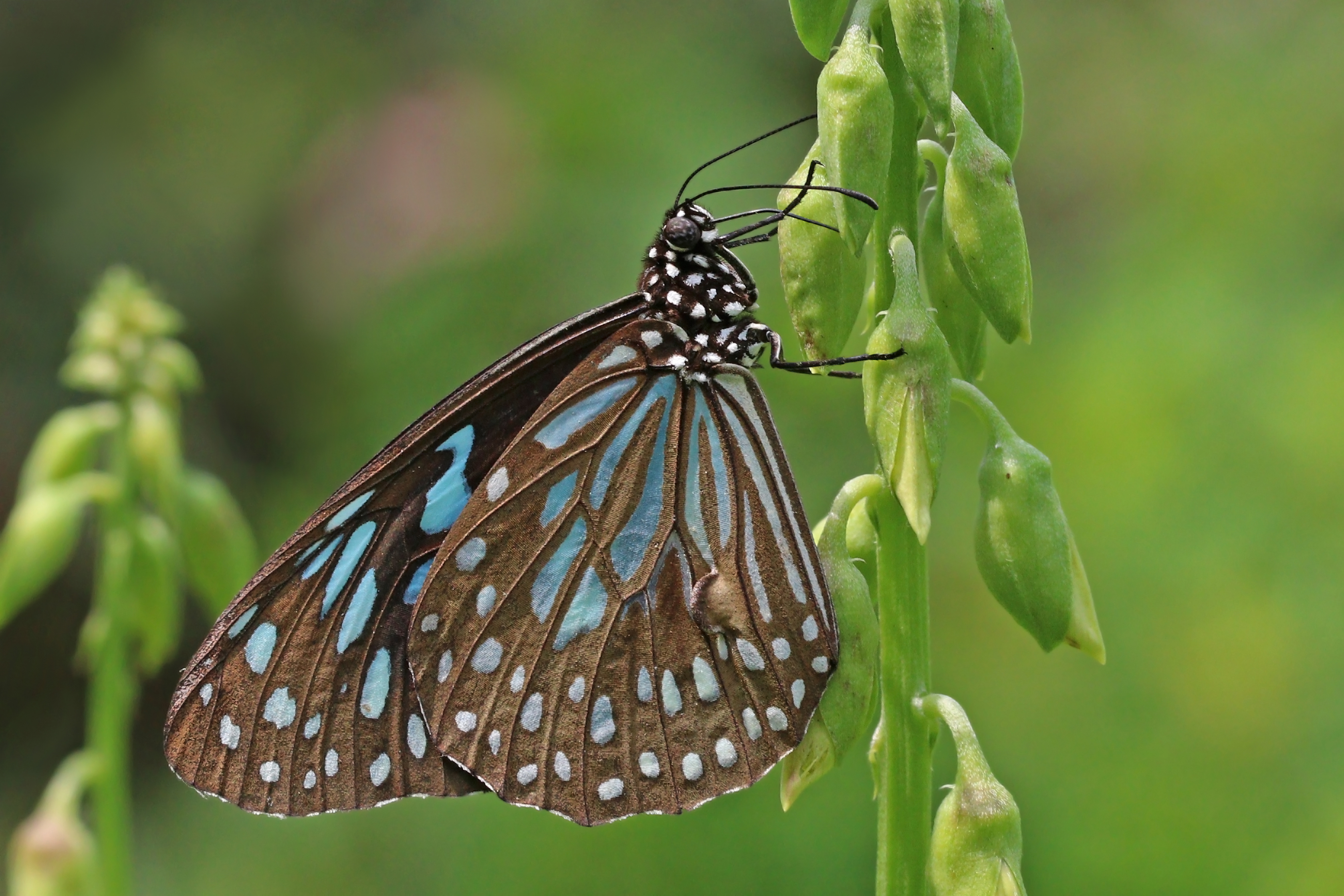
Macho